# Dawu (Taitung)
Dawu (chinesisch 大武鄉, Pinyin Dàwǔ Xiāng, W.-G. Tung1-ho2 Hsiang1) ist eine Landgemeinde im Landkreis Taitung in Taiwan (Republik China).

## Lage, Geographie und Klima
Dawu liegt an der Südküste des Landkreises Taitung und besteht aus einem langgestreckten Landstreifen, der in seiner größten Längsausdehnung knapp 19 Kilometer lang ist und in seiner Querausdehnung zwischen 2,6 und 4,8 Kilometern variiert. Die Nachbargemeinden sind im Süden und Westen Daren und im Norden in einem sehr kurzen Abschnitt Taimali. Nach Osten grenzt die Gemeinde an den Pazifik. Topografisch besteht Dawu aus einer relativ schmalen Küstenebene, die weiter im Landesinneren in die Ausläufer des Taiwanischen Zentralgebirges übergeht.

Das Klima ist tropisch warm und vom Monsun geprägt. Dawu ist bekannt für seine ausgeprägten Föhnwinde – warme, trockene Fallwinde aus dem Zentralgebirge, die vor allem von Mitte Mai bis Mitte Juni auftreten und regelmäßig dazu führen, dass in der Gemeinde Temperaturrekorde für ganz Taiwan erreicht werden (bis annähernd 40 °C).
|                        | Jan  | Feb  | Mär  | Apr  | Mai   | Jun   | Jul   | Aug   | Sep   | Okt   | Nov  | Dez  |   |         |
| Mittl. Temperatur (°C) | 20,3 | 20,9 | 22,6 | 24,7 | 26,5  | 28,0  | 28,6  | 28,2  | 27,2  | 26,0  | 24,0 | 21,3 | ⌀ | 24,9    |
| Mittl. Tagesmax. (°C)  | 23,8 | 24,5 | 26,5 | 28,7 | 30,6  | 32,2  | 32,8  | 32,4  | 31,1  | 29,6  | 27,3 | 24,6 | ⌀ | 28,7    |
| Mittl. Tagesmin. (°C)  | 17,4 | 18,1 | 19,5 | 21,5 | 23,2  | 24,6  | 25,1  | 24,9  | 24,2  | 23,0  | 21,1 | 18,5 | ⌀ | 21,8    |
|                        |      |      |      |      |       |       |       |       |       |       |      |      |   |         |
| Niederschlag (mm)      | 42,2 | 44,3 | 46,4 | 72,4 | 192,2 | 364,4 | 391,0 | 429,8 | 408,7 | 182,9 | 82,1 | 47,3 | Σ | 2.303,7 |
|                        |      |      |      |      |       |       |       |       |       |       |      |      |   |         |
| Sonnenstunden (h/d)    | 3,7  | 3,8  | 4,3  | 4,9  | 5,3   | 6,5   | 7,8   | 7,0   | 5,7   | 5,4   | 4,6  | 3,9  | ⌀ | 5,3     |
|                        |      |      |      |      |       |       |       |       |       |       |      |      |   |         |
| Regentage (d)          | 11,8 | 11,7 | 10,8 | 11,7 | 13,7  | 15,0  | 12,5  | 14,4  | 16,8  | 13,8  | 10,2 | 9,9  | Σ | 152,3   |

| 17,4 |

| 18,1 |

| 19,5 |

| 21,5 |

| 23,2 |

| 24,6 |

| 25,1 |

| 24,9 |

| 24,2 |

| 23,0 |

| 21,1 |

| 18,5 |

| 17,4 |

| 18,1 |

| 19,5 |

| 21,5 |

| 23,2 |

| 24,6 |

| 25,1 |

| 24,9 |

| 24,2 |

| 23,0 |

| 21,1 |

| 18,5 |

| Gliederung von Dawu                                                   |
| Dajhu 大竹村 Daniao 大鳥村 Dawu 大武村 Shangwu 尚武村 Nanhsing 南興村 |

## Verwaltungsgliederung
Dawu ist in 5 Dörfer untergliedert: Dajhu (大竹村), Daniao (大鳥村), Nanhsing (南興村), Dawu (大武村) und Shangwu (尚武村).

## Bevölkerung
Die ursprünglichen Bewohner der Region waren Angehörige des indigenen Volkes der Paiwan. Die heutige Bevölkerung ist multiethnisch. Nach dem Zensus von 2010 wurden folgende Sprachen in Dawu gesprochen (Mehrfachnennungen möglich): Mandarin 87,7 %, Taiwanisch 46,1 %, Hakka 1,1 %, Formosa-Sprachen 41,3 %, andere 1,4 %.

## Wirtschaft und Infrastruktur
Wichtigste Verkehrsader ist die Provinzstraße 9, die zum überwiegenden Teil direkt an der Küste entlang führt. Die andere wichtige Verkehrsader ist die Südverbindungslinie (南迴線) der Taiwanischen Eisenbahn, die die Stadt Taitung mit der Gemeinde Fangliao im Landkreis Pingtung verbindet und dabei Dawu durchquert. Es gibt einen Haltebahnhof im Dorf Dawu.
Dawu ist landwirtschaftlich geprägt. Angebaut werden unter anderem Jackfrucht, Litschi und Kolbenhirse. Dawu hat einen kleinen Fischereihafen.
Seit längerem sind die Behörden um die Förderung des Tourismus bemüht. Sehenswert ist vor allem die Natur Dawus (Pazifikküste, Bergland).

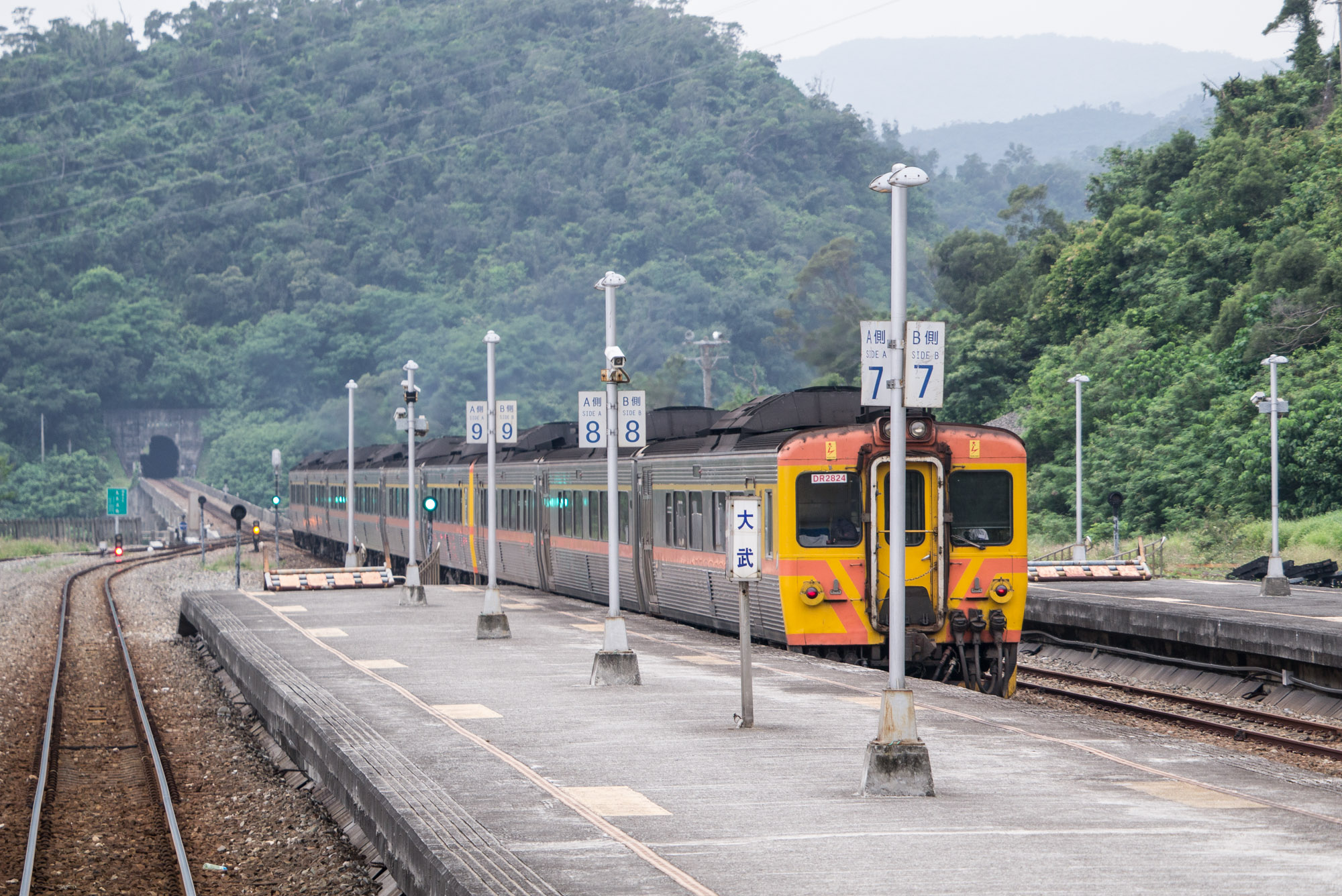
Zug im Bahnhof Dawu
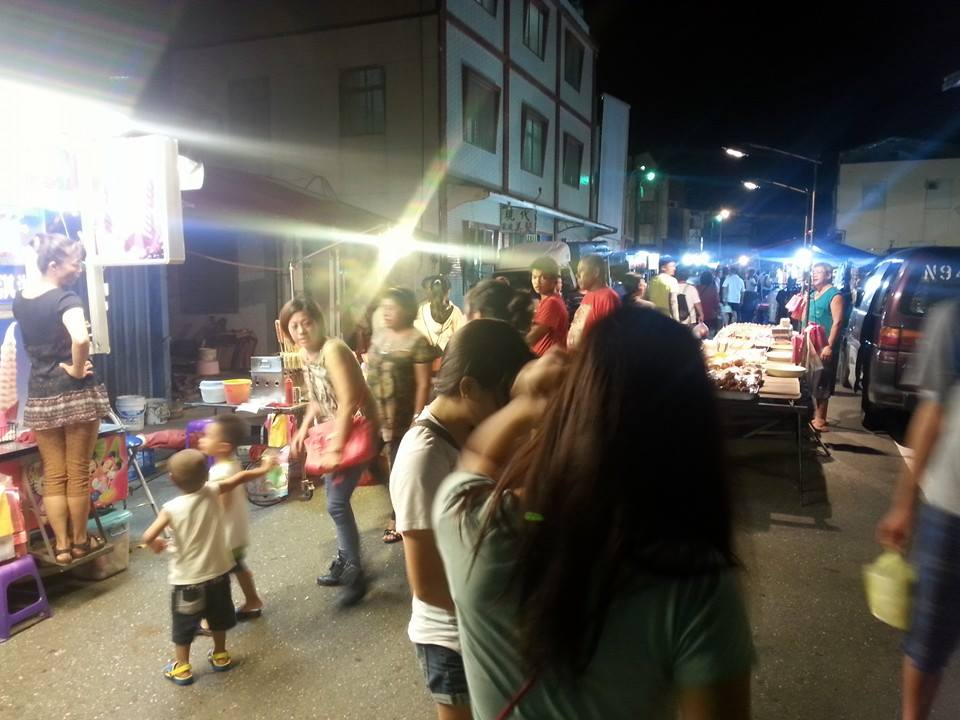
Nachtmarkt in Dawu
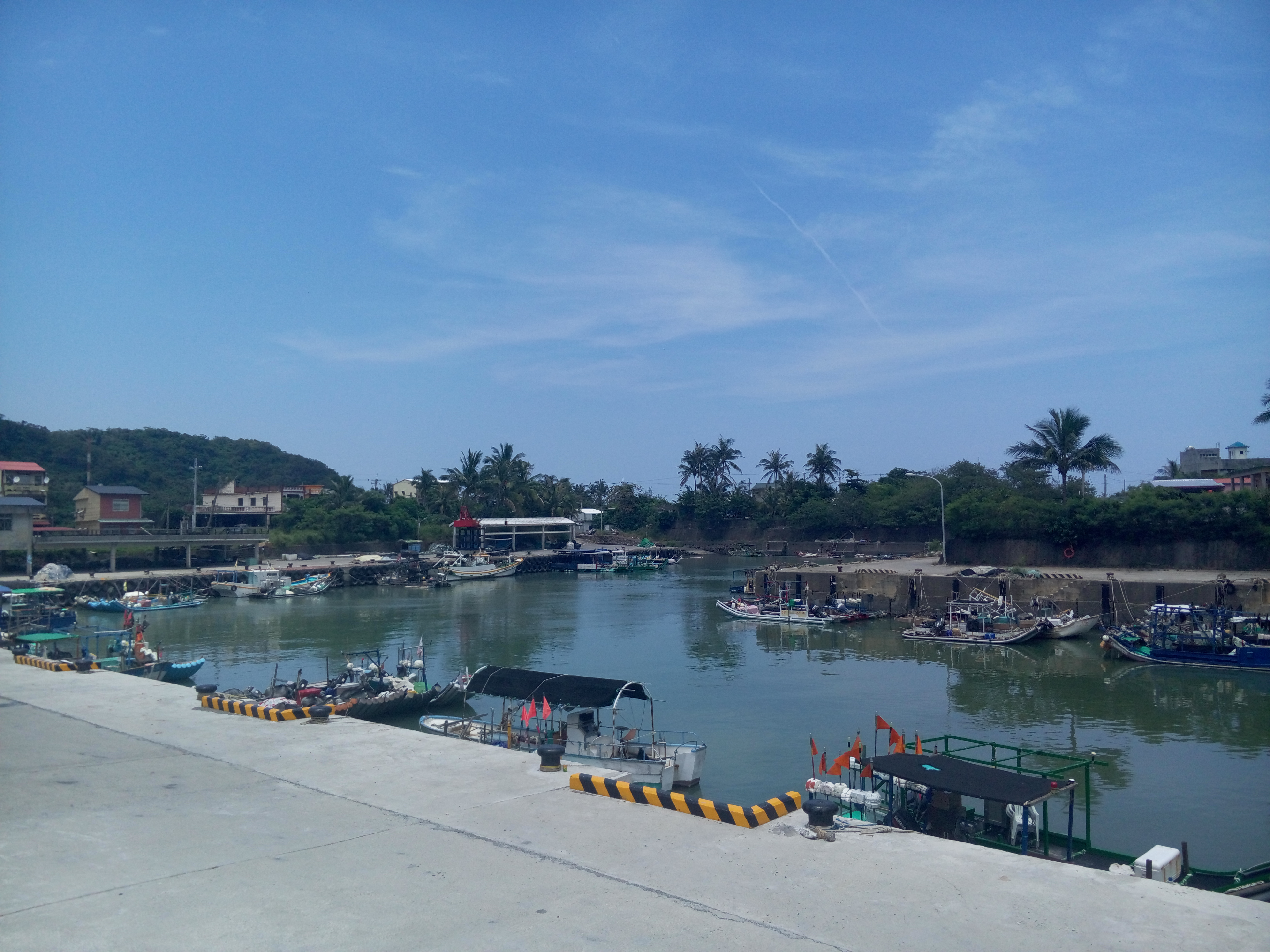
Fischereihafen von Dawu